# دومینیک مارو
دومینیک مارو (انگلیسی: Dominic Maroh؛ زادهٔ ۴ مارس ۱۹۸۷) بازیکن فوتبال اهل آلمان است.
از باشگاه‌هایی که در آن بازی کرده‌است می‌توان به باشگاه فوتبال نورنبرگ و باشگاه فوتبال کلن اشاره کرد.
وی همچنین در تیم ملی فوتبال اسلوونی بازی کرده‌است.